# Sagarroi
Sagarroi ist eine baskische Ska-Band, die 2001 gegründet wurde. Sie haben unter anderem  in Kuba, Frankreich, Deutschland, Italien, Schweiz, Serbien und Kroatien gespielt.

## Geschichte
Sagarroi ist die Nachfolgeband der baskischen Kultcombo Joxe Ripiau. Sänger und Gitarrist Iñigo Muguruza war früher zudem neben seinem Bruder Fermin Muguruza Mitglied der legendären baskischen Polit-Bands Kortatu und Negu Gorriak. Joxe Ripiau brachten vier CDs auf dem baskischen Label "Esan Ozenki" raus und begeisterten mit einer einmaligen, karibisch anmutenden Fusion aus Raggamuffin, Patxanka, Ska und Reggae. Nach dem Ende von Joxe Ripiau formierte sich Sagarroi als eher gitarrenorientiertes Trio. Eine erste, punkrockigere CD ("Meatzaldea", Metak 2001, D-Vertrieb via "Cargo Records") entstand, doch schon bald kehrte der alte Joxe Ripiau-Trombonist zurück und mit ihm die langersehnte Besinnung auf fröhlichere und auch manchmal  melancholische Mestizo-Sounds. 2003 erschien folgerichtig "Euria ari duela" (Gäste u. a. Amparo Sanchez/Amparanoia & Yacine, Sänger von Cheb Balowski). Die neue Scheibe der Basken ist soeben auf Metak erschienen. "Toulouse" umfasst 12 Tracks, und auch auf diesem dritten Sagarroi-Album gibt es eine noch konsequentere Weiterführung in Richtung Joxe Ripiau und Fiesta-Stimmung. Zwischendrin ist sogar ein wenig Cumbia zu hören, was Verwandtschaften zu Karamelo Santo wachruft. Inhaltlich geht es um viel Politik und gelegentlich um Liebe.

## Diskografie
- Meatzaldea (2001)
- Euria ari duela (2003)
- Toulouse (2004)
- Baleike (2006)
- Haikua (2009)